# Anneke Venema
Johanna Annechien (Anneke) Venema (Veendam, 19 januari 1971), is een Nederlandse roeister. Ze vertegenwoordigde Nederland bij verschillende grote internationale wedstrijden. Tweemaal kwam ze uit op de Olympische Spelen en won hierbij één medaille.

## Biografie
Haar eerste grote succes behaalde ze in 1995 met het winnen van een bronzen medaille met de Nederlandse acht met stuurvrouw bij het WK roeien. In 1996 maakte ze haar olympische debuut bij de Olympische Spelen van Atlanta. Hierbij reikte ze tot de finale, waarbij ze met haar partner Elien Meijer achtste werd op het onderdeel twee zonder stuurvrouw.
Nadat ze aanvankelijk gestopt was met toproeien pakte ze de draad in 1998 toch weer op. Op de Olympische Spelen van 2000 in Sydney behaalde ze met de vrouwenacht finale. Hierbij won ze olympisch zilver, en moest alleen de Roemeense roeiploeg voor zich dulden, die bijna drie seconde sneller was.
Anneke Venema studeerde economie. Ze is lid van roeivereniging Gyas in Groningen en werd in 2001 door deze vereniging benoemd tot erelid. Naast het roeien doet ze ook aan schaatsen en houdt ze van bergwandelen.

## Palmares

### roeien (twee zonder stuurvrouw)
- 1996: 8e OS in Atlanta - 7.17,26
- 1999: 5e WK in St. Catharines - DNS

### roeien (dubbel vier)
- 1997: 6e Wereldbeker I in München - 7.37,09
- 1997: 7e WK in Aiguebelette - 6.48,37
- 2001: 4e Wereldbeker II in Sevilla - 6.50,26
- 2001: 5e Wereldbeker IV in München - 6.54,10

### roeien (vier zonder stuurvrouw)
- 1999:  Wereldbeker I in Hazewinkel - 7.04,29
- 1999: 8e Wereldbeker III in Luzern - 7.37,32
- 2001:  WK in Luzern - 6.30,81

### roeien (acht met stuurvrouw)
- 1994: 4e WK in Indianapolis - 6.10,00
- 1995:  WK in Tampere - 6.54,25
- 2000:  Wereldbeker I in München - 6.33,93
- 2000: 4e Wereldbeker III in Luzern - 6.15,13
- 2000:  OS in Sydney - 6.09,39
- 2001: 8e WK in Luzern - 6.20,80

Elien Meijer · 
Anneke Venema
Anneke Venema · 
Carin ter Beek · 
Nelleke Penninx · 
Pieta van Dishoeck · 
Eeke van Nes · 
Tessa Appeldoorn · 
Marieke Westerhof · 
Elien Meijer · 
Martijntje Quik (stuurvrouw)